# Третий Всеукраинский съезд Советов
Третий Всеукраинский съезд Советов (укр. Третій Всеукраїнський з'їзд Рад) — съезд Советов рабочих, крестьянских и красноармейских депутатов, состоявшийся в Харькове 6—10 марта 1919 года.
Его главной задачей была легализация советской власти в Украине, после её повторной оккупации. На съезде была провозглашена Украинская Советская Социалистическая Республика (УССР), юридически утверждено и реформировано Временное рабоче-крестьянское правительство Украины. 

## История и политический фон
В это время Украинская Народная Республика вела вооружённую борьбу за независимость против РСФСР. В результате поражений от Красной армии больше половины украинских территорий оказалось под большевистской властью, что заставляло их укреплять местную власть.
Образованное 28 ноября 1918 года Временное рабоче-крестьянское правительство состояло только из самих большевиков и имело сомнительную легитимность. Другие политические партии тоже хотели принимать участие в управлении государством. Поэтому состав правительства было решено переформировать, но при этом сохранить за собой важные партийные должности. Была подготовлена декларация временного рабоче-крестьянского правительства Украины в заключении которой, правительство обязалось созвать к 1 марту 1919 года 3-й Всеукраинский съезд и передать ему все полномочия.
Местным органам власти были разосланы распоряжения о том, что «на съезд нужно избирать только коммунистов». Члены КП(б)У и им их единомышленники составили 1435 из общего числа 1787 присутствующих делегатов.  
Союзником большевиков выступала вторая по численности делегатов партия Украинская коммунистическая партия (боротьбистов), заявившая о своем переходе на коммунистическую идеологию.   

## Повестка дня
- Доклад Временного Рабоче-Крестьянского правительства Украины об общем положении политических дел
- Продовольственный вопрос (затрагивал введение военного коммунизма)
- Военный вопрос (в первую очередь затрагивал тему формирования украинской красной армии)
- Земельный вопрос
- Вопрос создания первой конституции УССР[3]

## Итог и решения
Съезд определил внешнюю и внутреннюю политику нового правительства, которое сильно преобразилось. Съезд утвердил Временное рабоче-крестьянское правительство Украины и постановил реорганизовать его в Рабоче-крестьянское правительство Украины. В состав правительства вошли 14 наркоматов (позже, 14 марта 1919 года, их число увеличилось до 17). 
Съезд поставил задачу создания регулярной украинской Красной Армии, принял текст Военной присяги, утвердил деятельность украинского Наркомата продовольствия, постановил ввести на Украине политику военного коммунизма, принял «Положение о социалистическом землеустройстве и о мерах перехода к социалистическому земледелию».
В соответствии с законом «О социалистическом землеустройстве и о мерах перехода к социалистическому земледелию» распространялась практика создания сельскохозяйственных коммун. 10 марта съезд принял Конституцию Украинской Социалистической Советской Республики 1919 года. Боротьбисты на съезде голосовали за резолюции большевиков, в высший законодательный орган УССР — Всеукраинский центральный исполнительный комитет — было избрано 89 членов КП(б)У и 10 боротьбистов. Возглавил ВУЦИК Григорий Иванович Петровский.